# Vaccinium littoreum
Vaccinium littoreum är en ljungväxtart som beskrevs av Friedrich Anton Wilhelm Miquel. Vaccinium littoreum ingår i Blåbärssläktet, och familjen ljungväxter. Inga underarter finns listade i Catalogue of Life.